# Brabus
Brabus – przedsiębiorstwo tuningowe i producent pojazdów z Niemiec. Produkuje limuzyny eksportowane często do USA. Główna siedziba przedsiębiorstwa znajduje się w Bottrop, w centrum Zagłębia Ruhry, bezpośrednio obok autostrady A2. Obok dużych sal wystawowych mieszczą się tam również działy projektowania i produkcji.
Największym konkurentem Brabusa jest inne niemieckie przedsiębiorstwo – AMG, obecnie należące w pełni do Mercedes-Benz.

## Historia
Przedsiębiorstwo BRABUS zostało założone w 1977 roku przez prof. Bodo Buschmanna i Klausa Brackmana i to od trzech pierwszych liter ich nazwisk pochodzi nazwa przedsiębiorstwa.
Latem 1999 roku zakończono ostatecznie proces rozbudowy budynku biurowo-produkcyjnego przedsiębiorstwa Brabus na łącznej powierzchni 112 000 m² na terenie przedsiębiorstwa przy Brabus-Allee.
W lecie 2002 przedsiębiorstwo Brabus założyło wraz z MCC Smart GmbH w ramach joint venture przedsiębiorstwo Smart-BRABUS GmbH z siedzibą w Bottrop, która nie tylko oferuje wyłączny program dostaw akcesoriów dla wszystkich modeli Smart, lecz także projektuje i produkuje czołowe modele wszystkich serii modeli MCC.

## Oferta

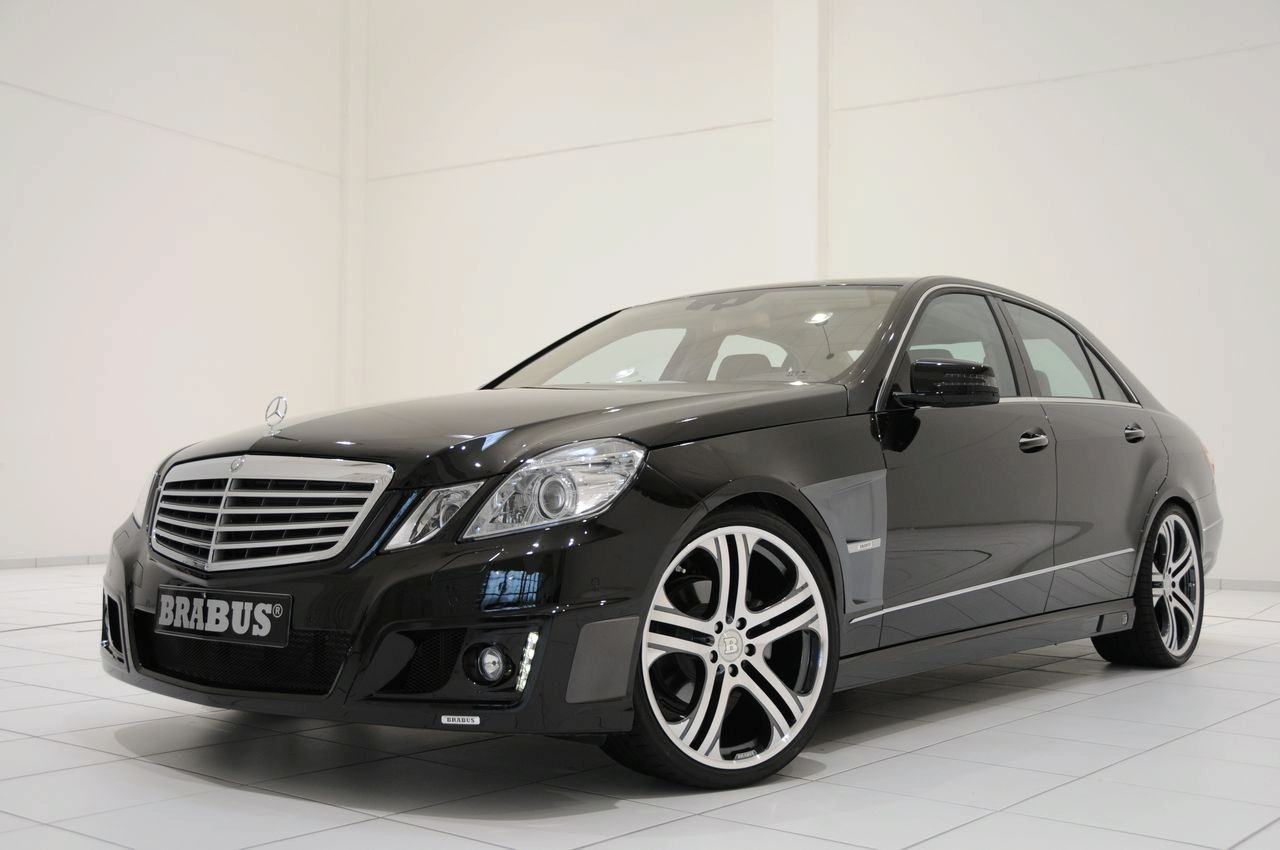
Mercedes-Benz E-Class Brabus W212

Paleta przedsiębiorstwa BRABUS sięga od silników o podwyższonej mocy (często poprzez powiększenie pojemności skok.) poprzez elegancko stylizowane zestawy aerodynamiczne, wysokojakościowe koła z lekkich stopów, komfortowe podwozia sportowe, bardziej miękkie zawieszenia podnoszące komfort jazdy, aż do ekskluzywnego wyposażenia wnętrz o najwyższej rzemieślniczej perfekcji wykonane z wysokiej jakości skóry i alcantary. Pojazdy stylizowane przez to przedsiębiorstwo sprzedawane są jako pojazdy marki Brabus. Niektóre z projektów stanowią stałą ofertę producenta i są oznaczane jako modele aut marki Brabus.
Brabus od samego początku zajmuje się tuningiem głównie aut spod znaku Mercedes-Benz. Do najsłynniejszych konstrukcji należą tuningowe wersje modeli C, E, S i SLK. Sławę firmie przynosi również jej odmiana samochodów Maybach 57 i Maybach 62, które w wersji Brabus noszą nazwy Maybach Brabus 57 SV12 oraz Maybach Brabus 62.
Najpopularniejszym modelem przedsiębiorstwa jest jak do tej pory model z roku 1996 – Brabus E V12 (W210) z silnikiem V12 o mocy 582 KM. Był to wtedy najszybszy seryjny sedan i został zapisany w księdze Guinnessa. Legitymował się ograniczoną elektronicznie prędkością maksymalną wynoszącą 330 km/h. Cena wynosiła ponad 450 tys. DM. Jednym z nabywców tego auta był Michael Schumacher, który kupił dwie wersje tego modelu – model T (kombi) i sedana.
Drugim znaczącym pojazdem był model M V12 – zmodyfikowana terenówka na bazie modelu ML. Wyposażona w ten sam silnik V12 o mocy 582 KM została uznana za najszybsze terenowe auta tamtych lat. Mogła osiągnąć prędkość ponad 250 km/h.
Oficjalnie najszybszym modelem Brabusa jest E V12 Coupe „One Of Ten” na bazie E klasy w212 ze zmodernizowanym silnikiem V12 o mocy sięgającej 810 KM. Rozwija prędkość 381 km/h. W przedsiębiorstwie można zamówić praktycznie każde nadwozie i silnik, jak i wyposażenie (wnętrze wykonane z jedwabiu, nawigacja, GPS, multimedialne biuro przenośne, zestaw audio).

## Najlepsze i najdroższe modele

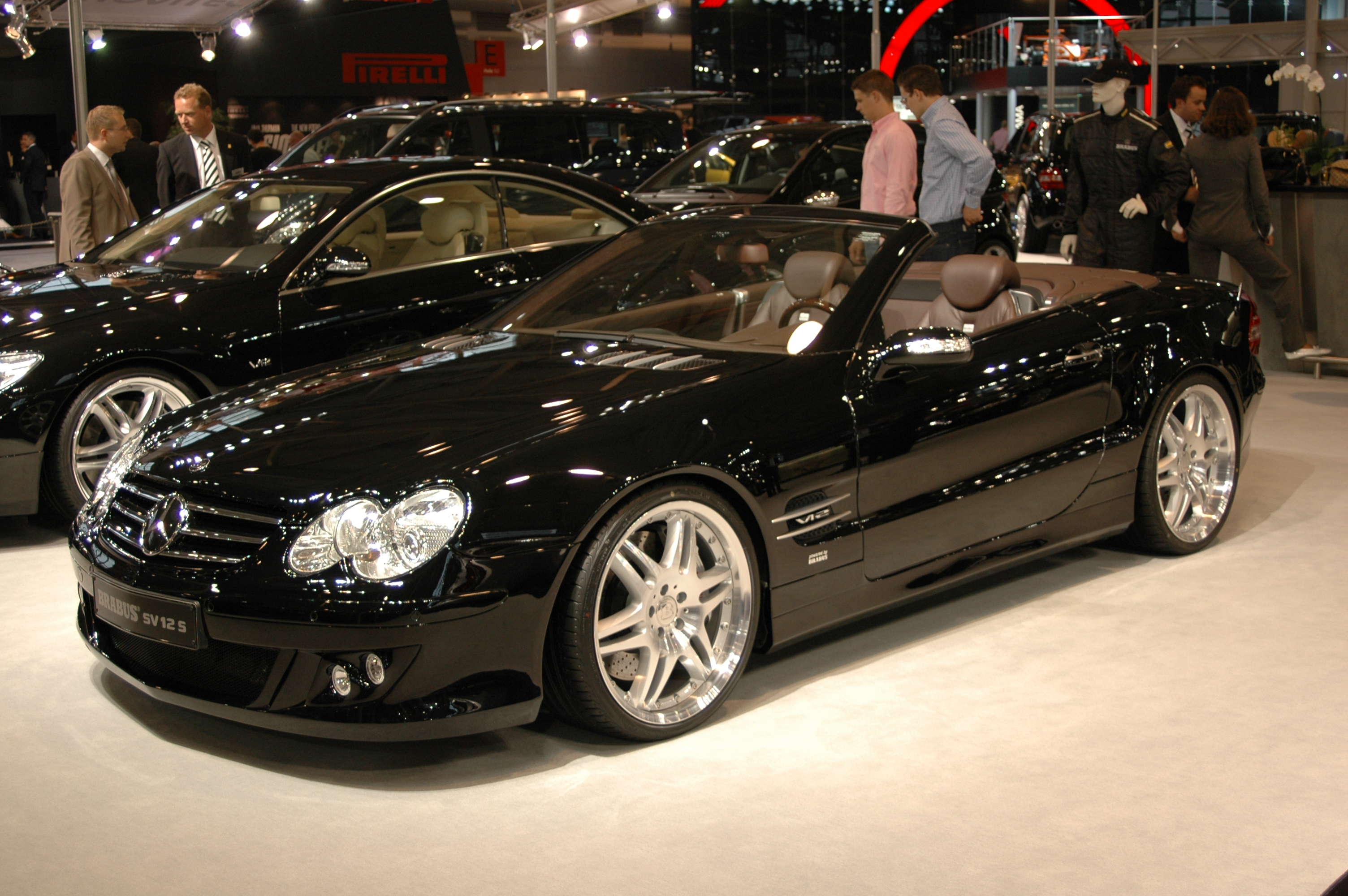
Mercedes-Benz SL-Class Brabus

1994 – (w124) E V12 7.3 530 KM (V12-48v) 350 km/h i 4,5 s do 100 km/h
- 1996 – (W210) E V12 582 KM (V12-48v) 330 km/h i 4,5 s do 100 km/h[1]
- 1996 – (W210) T V12 582 KM (V12-48v) 320 km/h i 4,7 s do 100 km/h
- 1997 – (W140) S V12 7.3 S – 582 KM (V12-48v) 310 km/h i 4,5 s do 100 km/h
- 1998 – (R129) SL V12 7.3 S – 582 KM (V12-48v) 315 km/h i 4,5 s do 100 km/h
- 2000 – M V12 582 KM (V12-48v) 260 km/h i 5,4 s do 100 km/h
- 2002 – (W220) S V12 640 KM (V12-Bi-turbo) 340 km/h i 4,5 s do 100 km/h
- 2003 – (W211) E V12 V12 6.3 640 KM (V12-Bi-turbo) 340 km/h i 4,2 s do 100 km/h
- 2003 – (W211) E V12 V12 6.3 730 KM (V12-Bi-turbo) 352,2 km/h i 4,0 s do 100 km/h
- 2005 – (W221) S V12 730 KM (SV-12-S-Biturbo) 340 km/h, 4,0 s do 100 km/h i 11,9 s do 200 km/h
- 2006 – Rocket 640 KM (SV-12-S-Biturbo) 352 km/h, 4,0 s do 100 km/h i 10,5 s do 200 km/h oraz 29,5 do 300 km/h
- 2007 – Rocket S 730 KM (SV-12-S-Biturbo) 366 km/h, 3,9 s do 100 km/h i 10,0 s do 200 km/h oraz 29,0 do 300 km/h
- 2010 – Brabus E V12 „One Of Ten” 810KM 381 km/h, 3,6 s do 100 km/h i 9,5 s do 200 km/h oraz 26,9 s do 300 km/h
- 2011 – Brabus Rocket 800 800KM 370 km/h 3,8 s do 100 km/h i 9,8 s do 200 km/h oraz 23,8 s do 300 km/h
- 2012 – Brabus Bullit 800 (C-klasa V12) 800KM 370 km/h, 3,7 s do 100 km/h i 9,8 s do 200 km/h oraz 23,8 s do 300 km/h
- 2015 – Brabus Rocket 900 900KM 350 km/h (na podstawie S-klasy Maybach)
- 2020 – Brabus Rocket 900 GT 900KM 330 km/h (na podstawie GT 4-door)